# Division I i bandy för damer 1978/1979
Division I i bandy för damer 1978/1979  var Sveriges högsta division i bandy för damer säsongen 1978/1979. Säsongen avslutades med att norrgruppsvinnaren IK Göta blev svenska mästarinnor efter seger med 2-0 mot södergruppsvinnaren Katrineholms SK i finalmatchen på Söderstadion i Stockholm den 17 mars 1979

## Upplägg
Lagen var indelade i två geografiskt indelade grupper, där de två bästa lagen i varje grupp gick vidare till slutspel om svenska mästerskapet

## Förlopp
Segern i skytteligan delades mellan Birgitta Söderström, IK Göta och Carina Lloyd, Katrineholms SK med 32 fullträffar vardera..

## Seriespelet

### Division I norra
| Nr | Lag         | S  | V  | O | F | +/-      | P  |
| -- | ----------- | -- | -- | - | - | -------- | -- |
| 1  | IK Göta     | 10 | 10 | 0 | 0 | 102 - 19 | 20 |
| 2  | Selånger SK | 10 | 5  | 1 | 4 | 41- 40   | 11 |
| 3  | AIK         | 10 | 5  | 1 | 4 | 29 - 35  | 11 |
| 4  | Brobergs IF | 10 | 3  | 1 | 6 | 30 - 43  | 7  |
| 5  | Edsbyns IF  | 10 | 3  | 1 | 6 | 21 - 34  | 7  |
| 6  | Ljusdals BK | 10 | 2  | 0 | 8 | 17 - 68  | 4  |

### Division I södra
| Nr | Lag               | S  | V | O | F | +/-     | P  |
| -- | ----------------- | -- | - | - | - | ------- | -- |
| 1  | Katrineholms SK   | 10 | 7 | 1 | 0 | 59 - 9  | 15 |
| 2  | Tranås BoIS       | 10 | 5 | 1 | 2 | 36 - 11 | 11 |
| 3  | Västerstrands AIK | 10 | 4 | 2 | 2 | 36 - 15 | 11 |
| 4  | IFK Kungälv       | 10 | 2 | 0 | 6 | 17 - 36 | 4  |
| 5  | Kareby IS         | 10 | 0 | 0 | 8 | 1 - 78  | 0  |

## Final
- 17 mars 1979: IK Göta-Katrineholms SK 2-0 (Söderstadion, Stockholm)